# Elio Guzzanti
Elio Guzzanti (ur. 18 sierpnia 1920 w Rzymie, zm. 2 maja 2014 tamże) – włoski lekarz, w latach 1995–1996 minister zdrowia.

## Życiorys
Z wykształcenia lekarz, specjalizował się w chorobach układu oddechowego oraz zagadnieniach związanych z higieną. W latach 70. był dyrektorem zespołu rzymskich szpitali. Od 1976 do 1984 i od 1991 do 1993 wchodził w skład Consiglio Superiore di Sanità, rady doradczej przy ministrze zdrowia. Od połowy lat 80. do 1994 pełnił funkcję dyrektora do spraw naukowych szpitala dziecięcego Bambino Gesù w Rzymie. Był też przewodniczącym państwowej komisji do spraw walki z AIDS.
Od stycznia 1995 do maja 1996 sprawował urząd ministra zdrowia w rządzie Lamberta Diniego. W latach 1996–1998 przewodniczył Agenas, agencji zajmującej się regionalnymi usługami zdrowotnymi. Wykładał na Katolickim Uniwersytecie Najświętszego Serca w Mediolanie. W 2009 został komisarzem do spraw zdrowia w tymczasowych władzach regionu Lacjum.